# Netisjyn
Netisjyn (ukrainska: Неті́шин uttal (fil); ryska: Нете́шин, Netesjin) är en stad i Chmelnytskyj oblast i västra Ukraina med omkring 36 000 invånare. I början av 2012 uppgick folkmängden till 36 474 personer.
Chmelnytskyjs kärnkraftverk ligger i Netisjyn.